# Zsiráfnyakú gazella
A zsiráfnyakú gazella vagy gerenuk (Litocranius walleri) az emlősök (Mammalia) osztályának párosujjú patások (Artiodactyla) rendjébe, ezen belül a tülkösszarvúak (Bovidae) családjába és az antilopformák (Antilopinae) alcsaládjába tartozó faj.
Nemének az egyetlen faja.

## Neve
A „gerenuk” elnevezés a szomáli nyelvből származik, és „hosszú nyakú antilopot” jelent; tudományos nevében a litocranius nagyjából „kőkoponyájúként” adható vissza, ami a szarvak alapjánál levő csont tömörségére utal, a walleri kitétel pedig egy H. Waller nevű afrikai misszionáriusnak állít emléket.

## Előfordulása
Kelet-Afrika északi részének száraz és félszáraz bozótosainak, tövises bokrokkal benőtt területeinek lakója legfeljebb 1200 méteres tengerszint feletti magasságig. A fákkal sűrűn benőtt és a túlzottan nyílt, füves pusztaságokat egyaránt kerüli. Nem kötődik a vízforrásokhoz. Dzsibuti déli részétől Etiópián és Szomálián át Kenyáig és Tanzániáig húzódik előfordulási területe, bár szomáliai állományairól nincsenek biztos adatok.

## Alfajai
- Litocranius walleri sclateri Neumann, 1899 – Dzsibuti, Etiópia, Szomália
- Litocranius walleri walleri (Brooke, 1879) – Kenya, Tanzánia, Szomália

## Megjelenése
A gerenukok rendkívül kecses testfelépítésű állatok: nyakuk különösen vékony és hosszú – innen a zsiráfgazella elnevezés – de lábaik és testük is karcsú és nyúlánk. Fej-testhosszuk 140-160 centiméter, amihez 25-35 centiméteres farok csatlakozik. A fajra a 90-105 centiméteres marmagasság és a 30-50 kilogrammos testtömeg jellemző. Az északi alfaj példányai jellemzően nagyobbak a délieknél, és a bikák is nagyobbak a nőstényeknél.
A puha szőrzet a háton nyeregszerűen sötétebb, gesztenyeszínű, az oldalakon világosabb, vörösesbarna, míg a hasoldal és a nyak elülső része fehér, a farok pedig fekete pamacsban végződik. A fej ék alakú és lapított, az orr és a száj aránytalanul kicsi, ami megkönnyíti a tüskés bozótban történő táplálékkeresést. A szemek körül egy-egy vastag fehér gyűrű van, a fülek pedig hosszúkásak. Viszonylag robusztus, hátra és felfelé hajló, kampós hegyben végződő szarvai csak a bikáknak vannak. A gyűrűs trófeák hossza 25-44 centiméter között mozog.

## Életmódja
A zsiráfnyakú gazellák magányosan vagy legfeljebb tíz állatot tömörítő csordákban – agglegénycsapatokban és tehenekből és borjaikból álló csoportokban – élnek. Az egyes állatok körülbelül 1,5-3,5 négyzetkilométeres területeket használnak, amelyek átfedésben vannak egymással. Az ivarérett bikák territoriálisan viselkednek: területük határait vizeletükkel, ürülékkupacokkal és mirigyváladékukkal jelzik. A betolakodók bikákat elűzik: ilyenkor szilárd koponyaalapjuknak és masszív szarvaiknak köszönhetően erős öklelésekkel tudnak összecsapni ellenfeleikkel.
A gerenukok nappal aktívak, ilyenkor fogyasztják bokor- és falevelekből, bimbókból, hajtásokból, termésekből és virágokból álló táplálékukat. A magasan levő táplálékot két lábra magasodva, mellső patáit a fa törzsének vagy ágainak támasztva éri el, és erős felső ajka és nyelve segítségével tépi le. Akár 2-2,5 méteres magasságig is felér. Vízigényét alapvetően a táplálékából elégíti ki, ivásra többnyire nincs szüksége.
A zsiráfnyakú gazella vész esetén nem az azonnali menekülést választják, hanem elbújnak a bozótosban, ahonnan hosszú nyakuk révén mozdulatlanul figyelhetik a helyzetet. Ha mégis észreveszik vagy a közelébe mennek, jellegzetes, lapuló ügetéssel menekülnek el, nyakukat testükkel egy vonalban előrenyújtva. Hangadásuk változatos: a riadalmat zümmögő hanggal, az idegességet füttyel, a rendkívül nagy veszélyt pedig éles bégetéssel jelzik.

## Szaporodása
A párzás nem kötődik meghatározott évszakhoz, így bármikor sor kerülhet rá. A fogantatást komplex rituálé előzi meg: a fogékony tehén fülét lehajtva védekező helyzetbe áll, míg a bika nyakát és szarvait oldalról mutogatva igyekszik imponálni neki. Ezután folyton követi a tehenet, akit gyakran megjelöl arcmirigyei váladékával a csípőtájékon, és mellső lábával igyekszik minél többször megérinteni a hasát és az oldalát. Közben a vizelet szagát a Flehmen-reakcióval (azaz felső ajkainak jobb szaglást elősegítő felhúzásával) sokszor ellenőrzi, hogy megállapítsa, mikor történik a peteérés.
6,5-7 hónapnyi vemhességet követően egyetlen utód jön világra, az ikerellés ritka. Ellés előtt az anyaállat eltávolodik csordájától. Születése után a borjú hetekig az aljnövényzetben rejtőzik mozdulatlanul, csak megerősödve csatlakozik a későbbiekben anyjához, akivel addig halk bégetéssel kommunikál. A tehenek egy, a bikák másfél éves korukban érik el az ivarérettséget, és addig anyjukkal maradnak. A gerenukok 10-12 évig élhetnek, a nőstények némileg tovább a hímeknél.

## Természetvédelmi helyzete
A széles körben elterjedt zsiráfnyakú gazella példányszámát közelítőleg 95 000-re becsülik, zöme pedig Délnyugat-Etiópiában és Északkelet-Kenyában összpontosul. Az állomány a védett területeket leszámítva mindenhol csökkenő tendenciát mutat, Szomáliában pedig különösen drasztikusan visszaszorul, mivel a polgárháborús helyzet ellehetetlenít bármiféle természetvédelmet.
A zsiráfnyakú gazelláknak alig 10%-a él különféle rezervátumokban és nemzeti parkokban, elsősorban Tanzániában és Kenyában, így főleg a déli alfaj egyedei élvezhetik a biztonságot. A védett területeken kívül a vadászat és a túlzott legeltetés fenyegeti, bár az utóbbi nyomán terjedő bozótosok megfelelő életteret biztosítanak a számára. Bizonyos esetekben a nagy szárazságok és a járványok is súlyos csapást mérnek a gazellákra (pl. a kenyai Tsavo Nemzeti Parkban, ahol marhapestis tizedelte az állományt).

## Képek

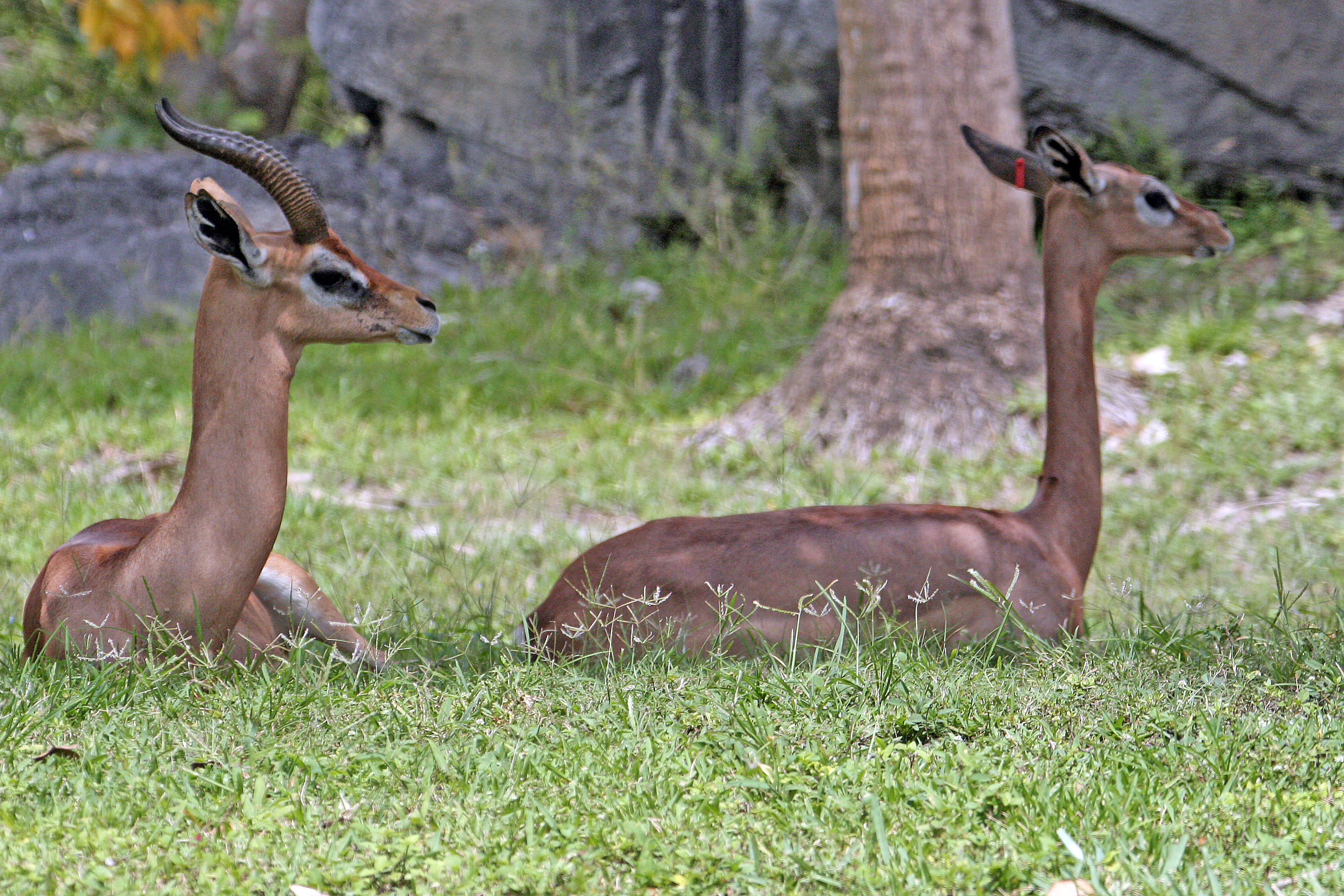
Zsiráfnyakú gazella bika és tehén
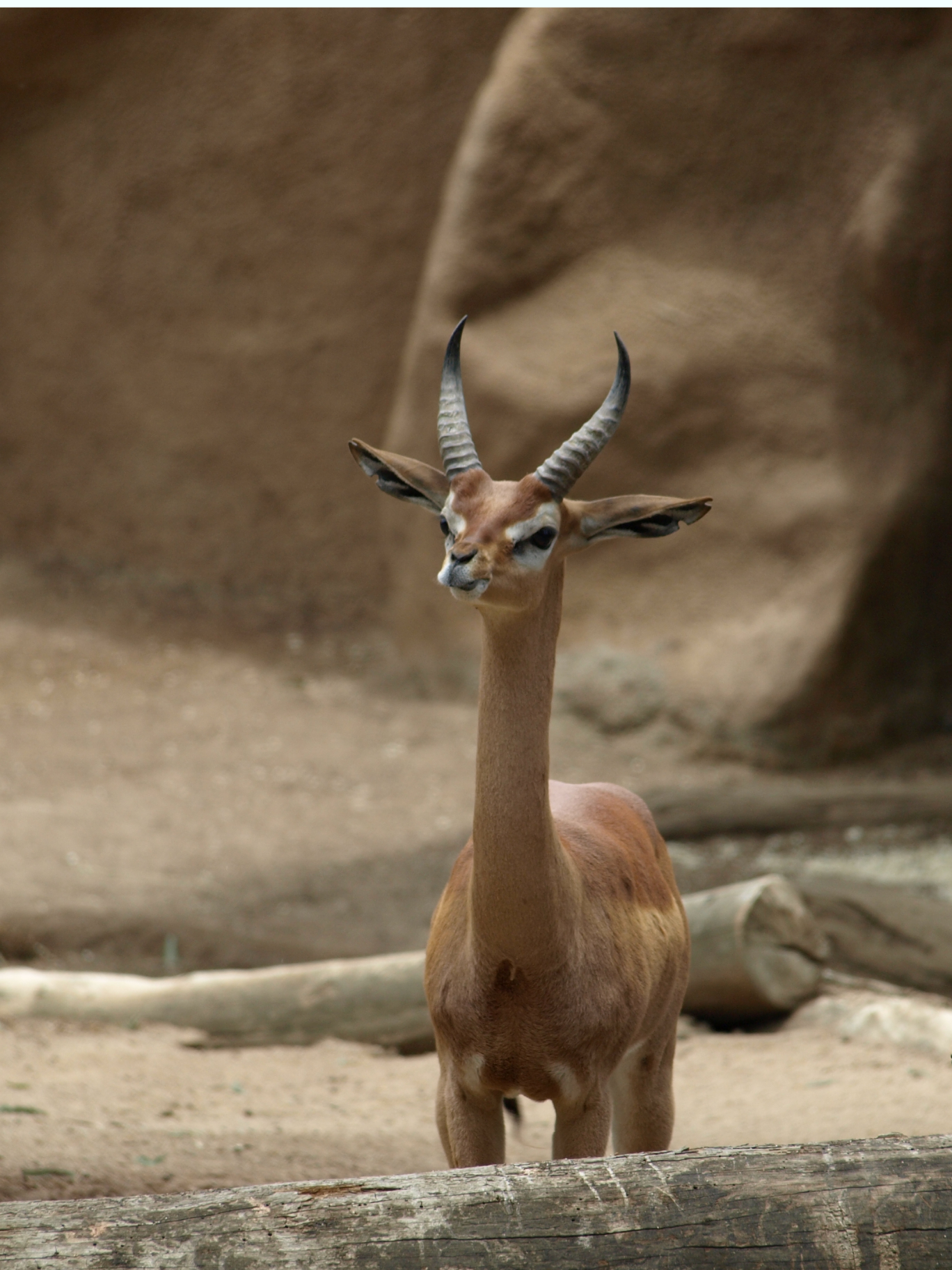
Zsiráfnyakú gazella bika